# Dorotheenthal (Arnstadt)

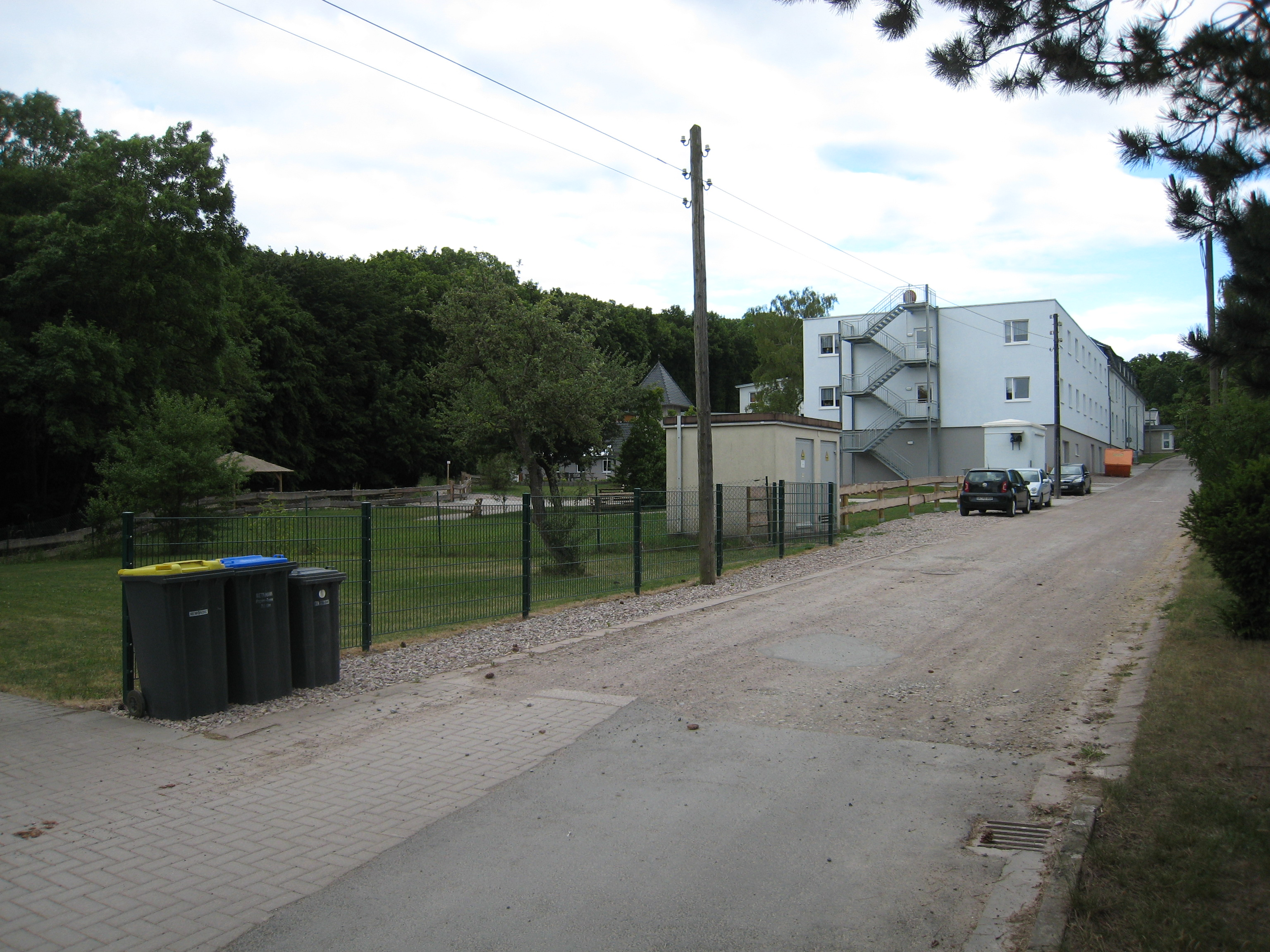
Das Altenwohnheim an der Stelle der Fayencefabrik.

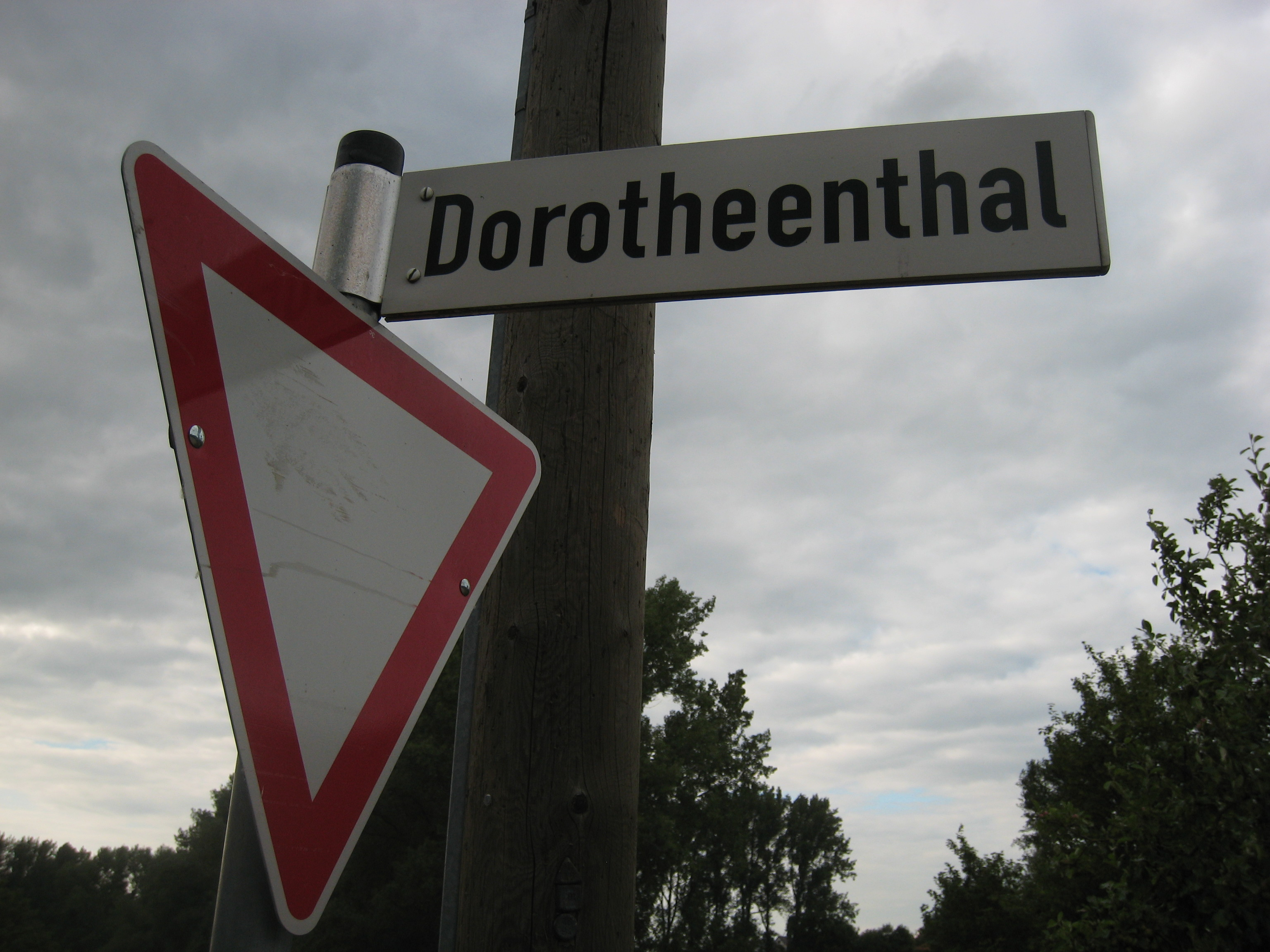
Straßenschild Dorotheenthal.

Dorotheenthal ist eine Ansiedlung innerhalb der Kreisstadt Arnstadts im Ilm-Kreis, Freistaat Thüringen. Diese seit ca. 300 Jahren kontinuierlich bestehende Kleinsiedlung ist integraler Bestandteil des Ortsteils Angelhausen-Oberndorf.

## Lage
Das Dorotheenthal liegt südlich von Arnstadt und südwestlich von Angelhausen-Oberndorf an der Landesstraße 1047 von Arnstadt-Richtung Dannheim. Östlich befindet sich das zum Arnstädter Stadtwald gehörende Wäldchen Hain als Überbleibsel des einstigen Landschaftsparks mit der sogenannten „Preißeiche“ an der Südspitze. Westlich der Landesstraße senkt sich der bewaldete Fürstengrund zwischen dem Finkenberg und Roter Berg. Der Hain reicht im Nordwesten bis zum Burgberg der Kevernburg (heute Käfernburg). Ohne Umsteigen besteht mit Bus 2/350 eine stündliche Busverbindung bis  in die Landeshauptstadt Erfurt.

## Geschichte
In der Etappe des spätmittelalterlichen Landesausbaus um Arnstadt befanden sich zwei Siedlungen – Siechersdorf und Braunsrode – am Südrand des Hain, sie wurden zu Wüstungen. 1715 besaß Auguste Dorothea im Haus neben der Oberndorfer Kirche einen Versuchsbetrieb für Fayence. Im gleichen Jahr gründete sie die Fabrik Dorotheenthal und löste die Vorgängereinrichtung auf. Am Rande des Wäldchen Hain lagen die Tongruben unweit der Manufaktur. Die Produktion war ihr nicht mehr rentabel, deshalb verpachtete sie 1724 den Betrieb und später wurde er verkauft. Die Besitzer wechselten öfter. Die Manufaktur war bis 1804 produktionswirksam.
Am 18. Oktober 1717 wurde die Ansiedlung Dorotheenthal erstmals urkundlich genannt.
Inzwischen sind die Gebäude der Manufaktur zum Seniorenwohnpark Dorotheenthal AG umfunktioniert und erweitert worden. Auf dem Betriebsgelände ist eine christliche Kapelle errichtet worden, die hauptsächlich von den ansässigen Senioren genutzt wird.
Auf dem Gebiet des Dorotheenthals selbst existiert eine zweigeteilte Kleingartenanlage mit ein paar Wohnhäusern. Dabei sind mehrere Gebäude über die Jahre umfunktioniert worden. So werden bspw. die ehemals stadtbekannte Dorfkneipe "Rößchen" und eine kleine LPG zum Wohnen genutzt.
Der Siedlungsdruck, in Folge der Vertriebenen aus dem Ersten und Zweiten Weltkrieg sowie der Industrialisierung, hat den Freiraum zwischen Angelhausen-Oberndorf und dem Dorotheenthal innerhalb von ca. 100 Jahren von ca. 550 m auf 250 m Luftlinie schrumpfen lassen. Auch wenn überall in Angelhausen-Oberndorf weiterhin nachverdichtet wird, ist dieser existente Freiraum über unterschiedliche Schutzgebiete, wie z. B. einem Trinkwasserschutzgebiet, vor der Bebauung geschützt und somit als räumlich stabil zu bezeichnen. Zu DDR-Zeiten ist ein Lückenschluss raumplanerisch angedacht gewesen. Dieser ist auch in Folge der Wende von 1990 und mit dem anhaltenden Problemen des Demographischen Wandels bis heute nicht vollzogen worden. Trotzdem haben unterschiedliche initiativen durch Bauherren den Freiraum bis heute schrumpfen lassen, so dass bis an die Schutzgebietsgrenzen ein Straßenzug, der Schloßbergweg, entstanden ist. Dieser stellt die derzeitige mögliche Siedlungsgrenze zwischen Oberndorf und dem Dorotheenthal dar.